# بني خليد
بني خُلَيد هي بلدية في كُماركة وادي البيضاء في منطقة بلنسية في إسبانيا.